# Lniště (zámek)
Lniště (německy Flachsgrund) je lovecký zámeček v Krušných horách v okrese Most v Ústeckém kraji. Nachází se na rozsáhlé mýtině obklopené na západě kopcem Čihadlo (792 m), z jihu vrchem Kapucín (743 m), na východě kopcem Točník (676 m) a na severu bezejmenným návrším (682 m). Zámeček se nachází zhruba 9 km jihozápadně od centra města Litvínova. K objektu vede cesta odbočující ze silnice u Mikulovic.
Lovecký zámeček nechali postavit tehdejší majitelé panství Lobkovicové, kteří sídlili na nedalekém zámku Jezeří. K zámečku Lniště patří ještě hájovna nacházející se severním směrem. Oba objekty jsou v zachovalém stavu. Dnes jsou v majetku společnosti Lesy Jezeří k.s a jsou veřejnosti nepřístupné.